# سید کاظم اکرمی
سید کاظم اکرمی (زاده ۳ شهریور ۱۳۱۹، همدان)، نماینده دوره اول مجلس شورای اسلامی از شهرستان بهار و کبودراهنگ از استان همدان بود وی سپس وزیر آموزش و پرورش کابینه مهندس موسوی بود.

## زندگی
سیّد کاظم اکرمی در ۳ شهریورِ ۱۳۱۹ در شهر همدان متولد گردید. تحصیلات ابتدایی و متوسطه خود را در آن شهر آغاز و سپس در تهران و از دبیرستان دارالفنون فارغ التحصل و موفق به اخذ دیپلم ادبی گردید. پس از آن در دانشسرای عالی تهران در رشته روان‌شناسی موفق به اخذ درجه لیسانس شد و دوره فوق لیسانس خود را در رشته مشاوره به پایان رساند.
سیدکاظم اکرمی در سال‌های ۱۳۵۹-۱۳۵۷ مدیر کل آموزش و پرورش استان همدان بود و پس از پیروزی انقلاب اسلامی و تشکیل خبرگان به عنوان نماینده مردم همدان به این مجلس راه یافت اکرمی در سال ۱۳۶۳ در کابینه مهندس موسوی به عنوان وزِیر آموزش و پرورش منصوب شد وی دارای تحصیلات حوزوی به میزان سطح است.

## مسئولیت‌ها
- مدیر کل آموزش و پرورش همدان
- نماینده مجلس خبرگان قانون اساسی
- نماینده دور اول مجلس شورای اسلامی از حوزهٔ انتخابی بهار و کبودراهنگ
- وی هم‌اکنون رئیس دانشگاه ارشاد دماوند می‌باشد.
- رئیس دانشگاه تربیت معلم و وزیر آموزش و پرورش در دولت دوم میرحسین موسوی بوده‌است.